# Moldavian Airlines

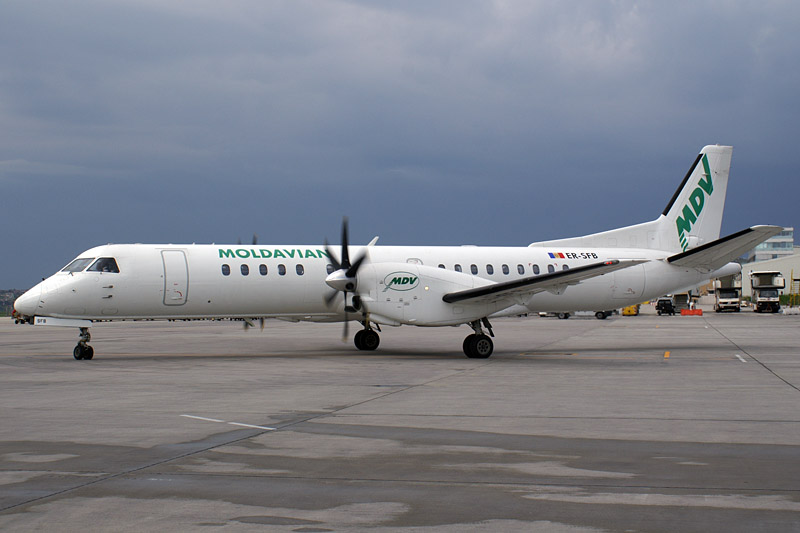
Saab 2000

Moldavian Airlines – mołdawska linia lotnicza z siedzibą w Kiszyniowie. Obsługuje regularne połączenia z Kiszyniowa do krajów europejskich. Głównym węzłem jest port lotniczy Kiszyniów. 
Linia została zamknięta i zaprzestała działalności w 2014 roku.

## Flota
Flota składa się z:
- 1 × Fokker 100
- 2 × Saab 2000